# 日本野鳥の会
公益財団法人日本野鳥の会（にほんやちょうのかい、英: Wild Bird Society of Japan）は、野鳥の保護と調査研究、自然環境の保護を目的として創立された会員制の公益財団法人。
バード・ウォッチングの会（探鳥会）などを開いて自然の尊さを啓蒙し、サンクチュアリや野鳥保護区の制定に尽力している。
会誌として『野鳥』を毎月あるいは隔月で発刊し、バードウォチングや野鳥に関する小冊子の無料配布、野鳥や生き物に関する図鑑の監修・出版を行っている。
各地に支部があり、地元での探鳥会や支部報の発行等の活動を担っている。

## 歴史
- 1934年

3月、「日本野鳥之会」として創立。発起人には、中西悟堂、黒田長礼、北原白秋、鷹司信輔、戸川秋骨、金田一春彦、窪田空穂、竹友藻風、柳田國男、内田清之助らが名を連ねた。
5月、会誌『野鳥』を創刊。
6月、裾野市で第1回目の探鳥会を開催。
会誌『野鳥』は、大正から昭和初期にかけ、歴史、民俗、考古学関係の名著を多数世に送り出した岡書院店主、岡茂雄が、最初は固辞したものの、中西の懇請を容れる形で編集と刊行作業の実務を担った。1934年（昭和9年）5月の創刊号から1935年（昭和10年）9月まで、岡が山岳関係の書籍を扱った梓書房の名義で出版されていた。岡によれば、創刊当初は「野鳥（やちょう）」と言う言葉が知られておらず、「のどり」と読む人が多かったと言う。
- 戦前にすでに8支部が設置され[13]、会員も1800人程になったが、戦争による影響で1944年9月の11巻2号（通算115号）を最後に『野鳥』誌が停刊する[14]。

- 1947年、『野鳥』誌復刊[14][15]。
- 1970年11月2日、任意団体から財団法人化[14][13]。
- 1980年、会員数約1万人[13]。
- 1981年、北海道苫小牧に日本初のバードサンクチュアリとしてウトナイ湖サンクチュアリを開設[14]。

サンクチュアリは、野鳥や野生動物の生息環境を保護しつつ、自然に親しむための活動をするための自然公園として設置され、ネイチャーセンターと呼ばれる管理施設にレンジャーと呼ばれる運営員が常駐し、自然保護・調査・イベント開催等を行っている。
- 1982年、『フィールドガイド日本の野鳥』（高野伸二、日本野鳥の会）を発行。日本のバードウォッチャーに野鳥図鑑のバイブルと呼ばれ、野鳥の野外識別のレベルを上げる。[14][13]

- 1987年、根室市のタンチョウ生息地の湿原約7haに野鳥保護区を設置。ナショナルトラスト運動の一種として、民有地を会員寄付で買い上げ設置された、民間初の保護区となった[14][18]。

土地購入や開発しないという協定によって作られた民間の野鳥保護区は、2024年現在、全国で4000ha以上におよぶ。
- 2011年4月1日、公益法人制度改革に伴い公益財団法人に移行[14]。
- 2024年3月に創立90周年を迎えた[14][20]。

全国の都道府県に計85の支部があり、2024年1月5日現在の会員数は33,283人、2023年6月1日現在のサポーター数は16,879人。

### 歴代会長
|   | 氏名     | 在職期間      |
| - | -------- | ------------- |
| 1 | 中西悟堂 | 1934年 -      |
| 2 | 山下静一 | 1981年 -      |
| 3 | 黒田長久 | 1990年 -      |
| 4 | 小杉隆   | 2001年 -      |
| 5 | 柳生博   | 2004年 -      |
| 6 | 上田恵介 | 2019年 - 現職 |

## 主要事業

### 自然保護事業
- 絶滅のおそれがあるタンチョウとシマフクロウを主な対象として、土地の購入または所有者との協定などによる野鳥保護区の設置を1986年から継続している。2008年度には、タンチョウ2つがいが繁殖する湿原352ha、シマフクロウが生息する森林15haを購入した。これまでに北海道東部を中心に国内の自然保護団体としては最大の全国28ヶ所、面積約2,600haを設置している。
- 2009年度からは、この野鳥保護区でシマフクロウが営巣できる原生的森林を復元し、同時に森林炭素吸収量（カーボンオフセット）を実現するプロジェクトに着手している。
- 創立75周年を機に、2009年度より絶滅のおそれがあるカンムリウミスズメを守る取り組みに着手した。2009年4月には伊豆諸島三宅島の大野原島で営巣地への上陸調査を行い、15年ぶりに繁殖を確認している。
- IBA基準生息地の保全では、国際的に重要な鳥類等を指標にした重要度の基準（IBA基準）を満たした国内での野鳥の重要な生息地（IBA基準生息地）167カ所をリストアップし公表している。
- 鳥類に悪影響の懸念される風力発電施設建設計画に対して、事業者や関係機関などへ建設計画の変更や希少鳥類の衝突防止策を求めている。2008年度には、建設時の環境影響評価に関する調査手法のマニュアルを、野鳥保護資料集第24集として発行した。またヨーロッパの事例を同第25集として発行した。
- 2003年から環境省の「重要生態系監視モニタリング推進事業」（通称：モニタリングサイト1000）の森林・草原の鳥類調査を受託している。これまでに全国で306か所の調査を終え、繁殖期の森林の鳥ではウグイス、シジュウカラ、ヒヨドリ、コゲラが80%以上の森林に出現するとの結果が出た。

### 普及事業
- 子供たちの環境保全活動体験の場として、小学4年生〜中学3年生とその保護者を対象に、当会の野鳥保護区で「子供ワークキャンプ・シマフクロウの森を育てよう」を開催した。また、子供向けの小冊子「野鳥のせかいへのパスポート」を無償で1万5千部配布した。
- シマフクロウの生態や、保護の大切さを伝える小冊子「こんばんはシマフクロウ」を20,000部作成し、無償配布を行った。
- ホームページ内にオンライン野鳥図鑑としても使用できるコンテンツを作成し、300種以上を掲載した。また携帯サイトも開設し、野外でも野鳥図鑑が検索できるようにしている。
- 2008年度改訂した「フィールドガイド日本の野鳥」の「拡大蔵書版」を新たに発行した。
- 全国11ヶ所のサンクチュアリにおいて、約27万人の来訪者を受け入れ、普及活動を行っている。その中で、25,520人に対して、633回の観察会などのプログラムを提供した。

## 豆知識
- 1994年に放送された三共胃腸薬のCMで徳光和夫が出演した「日本胃腸の会」というパロディが放映された[21]。
- NHK紅白歌合戦で観客が紅、白どちらに挙手したか人数を数える役を受け持っているという印象が強いが、実際に日本野鳥の会が担当したのは1981年から1985年と1992年、1993年の7回のみで、1994年から2002年の9回と2013年以降は麻布大学野鳥研究部が数えていた[22]。（なお2003〜2012年は機械集計を採用したので人力集計自体が行われなかったが、2013年の紅白では11年ぶりに麻布大学野鳥研究部による人力集計が復活した[23]。）
- 一般に、各種野鳥保護団体のことを「野鳥の会」と認識するケースがあり、財団法人日本野鳥の会といわゆる「野鳥の会」が混同されることも多い。なお、財団法人日本野鳥の会の各支部は、厳密には法人格のない任意団体である。
- 常勤理事で普及室主任研究員の安西英明は、1990年頃から2015年まで、NHKラジオ第1「ラジオあさいちばん」において「季節の野鳥（AM5:20〜5:30頃）」（2009年からは「季節のいのち」）に出演していた[24][25][26]。その番組では身近な野鳥をはじめ、三宅島、井の頭公園など、時に、ある地域に重点を置いて野鳥に関する話を聞けた。